# Leptosomella acrocerca
Leptosomella acrocerca är en rundmaskart som beskrevs av Nikolai Nikolaievich Filipjev 1927. Leptosomella acrocerca ingår i släktet Leptosomella och familjen Leptosomatidae. Inga underarter finns listade i Catalogue of Life.